# Банана ратови
Банана ратови (енгл. Banana Wars) је израз који се користи за серију оружаних сукоба, односно америчких оружаних интервенција на подручју Латинске Америке у периоду од 1898. до 1934. године, односно од завршетка Шпанско-америчког рата до увођења Политике доброг суседа којом се САД привремено одрекла интервенције у унутрашња питања других земаља. Главни мотив тих интервенција је било стварање, односно одржавање америчке сфере утицаја у Западној хемисфери у складу са Монроовом доктрином, при чему су као изговор служила ноторна политичка нестабилност латиноамеричких земаља. Банана ратови су, с обзиром да су се у правилу водили у малим и сиромашним земљама, нису представљали велики изазов за америчке оружане снаге, те су вођени ограниченим средствима, при чему је срж чинио релативно малени Марински збор. 
Под Банана ратовима се подразумевају:
- Искрцавање америчких маринаца у тадашњу колумбијску провинцију Панаму 1903. године, којим је омогућена стварање Панаме као номинално суверене државе, која је одмах потом САД-у на управу предала подручје на коме је 1914. изграђен Панамски канал;
- америчке окупације Кубе у периоду непосредно након Шпанско-америчког рата (1898 - 1902), те у још неколико наврата (1906-1909, 1912, 1917. и 1922)
- америчке војне интервенције у Доминиканској Републици (1903, Афера у Санто Домингу, 1914 те окупација која је потрајала од 1916. до 1924.)
- америчка окупација Никарагве од 1912. до 1933.
- тзв. Гранични рат са Мексиком, који се одвијао паралелно са Мексичком револуцијом и Првим светским ратом, приликом којег су најпознатији инциденти америчка окупација Веракруза 1914. године; мексички напад на Коламбус те америчка казнена експедиција против Панча Виље;
- Америчка окупација Хаитија која је трајала од 1915. до 1934. године[1]
- америчке војне интервенције у Хондурасу у сврху заштите интереса америчких компанија Јунајтед Фрут Компани и Стандард Фрут Компани (1903, 1907, 1911, 1912, 1919, 1924, 1925).[2]